# Czech Grand Design
Czech Grand Design je česká cena udělovaná od roku 2006 za design. Uděluje ji v několika kategoriích Akademie designu České republiky, volné sdružení odborníků z oboru s vyloučením činných designérů. Cena má proměnlivou podobu, navrhuje ji vždy držitel hlavního ocenění z minulého ročníku.

## Kategorie
- Designér roku, cena Ministerstva kultury ČR
- Módní designér roku
- Designér šperku roku
- Grafický designér roku
- Fotograf roku
- Obchod roku
- Výrobce roku, Cena Ministerstva průmyslu a obchodu ČR
- Objev roku
- Síň slávy
- Grand Designer, Cena České spořitelny Premier
- Cena veřejnosti

## Ocenění v jednotlivých ročnících
Ceny se udělují jednotlivcům, tvůrčím kolektivům i designovým studiím. Pokud Akademie designu ČR v libovolné kategorii nenajde mimořádný počin za který bych chtěla cenu udělit, zůstává kategorie neoceněna.
| Rok  | Designér roku                            | Módní designér roku      | Designér šperku roku        | Grafický designér roku                                        | Fotograf roku               | Ilustrátor roku              | Výrobce roku            | Obchod roku         | Objev roku                              | Síň slávy           | Grand Designer                              | Cena veřejnosti                         |
| ---- | ---------------------------------------- | ------------------------ | --------------------------- | ------------------------------------------------------------- | --------------------------- | ---------------------------- | ----------------------- | ------------------- | --------------------------------------- | ------------------- | ------------------------------------------- | --------------------------------------- |
| 2006 | Jiří Pelcl                               | Muset Fashion Design     | neuděleno                   | Studio Side 2                                                 | Štěpánka Stein a Salim Issa | neudělena                    | Moravské sklárny Květná | Qubus Design        | Petr Korecký                            | Stanislav Lachman   | Jiří Pelcl                                  | neudělena                               |
| 2007 | Maxim Velčovský                          | Denisa Nová              | neuděleno                   | Studio Najbrt, Aleš Najbrt, Zuzana Lednická                   | Anna Mrázek Kovačič         | neudělena                    | UP závody               | Konsepti            | Anna Hanzalová                          | René Roubíček       | Studio Najbrt, Aleš Najbrt, Zuzana Lednická | neudělena                               |
| 2008 | Jan Čtvrtník                             | Monika Drápalová         | neuděleno                   | Robert V. Novák                                               | Štěpánka Stein a Salim Issa | neudělena                    | Lucis                   | DOX by Qubus        | Vladimír Žák                            | Jan Kaplický        | Jan Čtvrtník                                | neudělena                               |
| 2009 | Hippo Design, Radim Babák, Ondřej Tobola | Jakub Polanka            | neuděleno                   | Petr Babák, Laboratoř                                         | Bára Prášilová              | neudělena                    | Botas                   | Simple Conceptstore | Lucie Koldová                           | František Vízner    | Petr Babák                                  | oficina, Marek Cimbálník, Lukáš Fišárek |
| 2010 | Olgoj Chorchoj                           | Hana Zárubová            | neuděleno                   | Robert V. Novák                                               | Ester Havlová               | neudělena                    | TON                     | galerie Křehký      | Jan Plecháč                             | Alena Adlerová      | Olgoj Chorchoj                              | René Šulc                               |
| 2011 | Rony Plesl                               | Zuzana Kubíčková         | Zdeněk Vacek a Daniel Pošta | Štěpán Malovec                                                | Bára Prášilová              | neudělena                    | Lasvit                  | Papelote            | Klára Šumová                            | Libuše Niklová      | Zdeněk Vacek a Daniel Pošta                 | Jaroslav Bejvl                          |
| 2012 | Lucie Koldová a Dan Yeffet               | Hana Zárubová            | Blueberries                 | Okolo                                                         | Bet Orten                   | neudělena                    | mmcité                  | TON                 | Daniel Gonzalez                         | Zdeněk Ziegler      | Lucie Koldová a Dan Yeffet                  | Lukáš Jabůrek                           |
| 2013 | Jan Čapek                                | Monika Drápalová         | Eva Eisler                  | Štěpán Malovec, Petr Knobloch, Tomáš Brousil, Jakub Straka    | Kristina Hrabětová          | neudělena                    | Fatra                   | Pavilon             | deForm                                  | Zdeňka Bauerová     | Monika Drápalová                            | neudělena                               |
| 2014 | DECHEM                                   | LaFormela                | Janja Prokić                | Tomáš Celizna, Adam Macháček, Radim Peško                     | Adam Holý                   | neudělena                    | Kavalierglass           | Kurator             | Tadeáš Podracký a Markéta Kratochvílová | Jan Solpera         | DECHEM                                      | Milan Pekař                             |
| 2015 | Olgoj Chorchoj                           | Liběna Rochová           | Helena Lukášová             | Tomáš Brousil, Petra Dočekalová, Zuzana Lednická, Radek Sidun | BoysPlayNice                | neudělena                    | Mikov                   | Nanovo              | Markéta Držmíšková a Petr Hák           | Bořek Šípek         | Liběna Rochová                              | Belda Factory                           |
| 2016 | deForm                                   | Miro Sabo                | Markéta Kratochvílová       | Oficina                                                       | Vendula Knopová             | Michael Bačák                | BOMMA                   | PageFive            | Eduard Herrmann                         | Rostislav Vaněk     | deForm                                      | neudělena                               |
| 2017 | Jan Čapek                                | Lenka Vacková            | Nastassia Aleinikava        | Tomáš Brousil, Matěj Chabera, Jakub Korouš                    | Václav Jirásek              | Jan Šrámek                   | Rückl                   | neudělena           | GEOMETR                                 | Václav Cigler       | Nastassia Aleinikava                        | neudělena                               |
| 2018 | Lucie Koldová                            | Tereza Rosalie Kladošová | Janja Prokić                | Veronika Rút Nováková                                         | Hana Knížová                | Jindřich Janíček             | TON                     | neudělena           | Maria Nina Václavková                   | Jiří Šalamoun       | Tereza Rosalie Kladošová                    | neudělena                               |
| 2019 | Lucie Koldová                            | Jan Černý                | Eliška Lhotská              | Jan Matoušek                                                  | Michaela Karásek-Čejková    | Nikola Logosová              | Master & Master         | neudělena           | Vítek Škop                              | Květa Pacovská      | Lucie Koldová                               | neudělena                               |
| 2020 | Herrmann & Coufal                        | Jakub Polanka            | Zdeněk Vacek                | 20YY Designers                                                | Shotby.us                   | Veronika Vlková a Jan Šrámek | Tkalcovna Kubák         | neudělena           | Lappa studio                            | Jiří Pelcl          | Herrmann & Coufal                           | neudělena                               |
| 2021 | Vrtiška & Žák                            | PÁR a Eliška Horčíková   | Studio Olgoj Chorhoj        | Adéla Svobodová                                               | Vojtěch Veškrna             | David Böhm a Jiří Franta     | Master & Master         | neudělena           | Monika Martykánová                      | Liběna Rochová      | Vrtiška & Žák                               | neudělena                               |
| 2022 | Lexová & Smetana                         | Liběna Rochová           | Dick Wolf                   | Side2                                                         | Iryna Drahun                | Jindřich Janíček             | AMPLLA                  | neudělena           | Alena Konečná                           | Otakar Diblík       | Lexová & Smetana                            | neudělena                               |
| 2023 | Jan Plecháč                              | Boris Kráľ               | Klára Marie Bliss           | Vividbooks                                                    | SHOTBY.US                   | Magdalena Rutová             | Moser                   | neudělena           | TOTEMO                                  | Jiří Jiroutek       | Jan Plecháč                                 | neudělena                               |
| 2024 | Kateřina Handlová                        | Jan Černý                | Magdalena Šťastníková       | Filip Blažek, Linda Kudrnovská a studio Mowshe                | Lena Knappová               | Michal Bačák                 | Master & Master         | neudělena           | Natálie Navrátilová                     | Libuše Jarcovjáková | Jan Černý                                   | neudělena                               |